# Marc Sarreau
Marc Sarreau (Vierzon, 10 de junio de 1993) es un ciclista francés que fue profesional entre 2015 y 2024.

## Palmarés
2014 (como amateur)
- París-Chauny

2015
- 1 etapa del Tour de Poitou-Charentes

2017
- 1 etapa del Tour de Poitou-Charentes

2018
- 2 etapas de la Estrella de Bessèges
- La Roue Tourangelle
- 1 etapa del Circuito de la Sarthe
- 1 etapa de los Cuatro Días de Dunkerque

2019
- 1 etapa de la Estrella de Bessèges[3]
- Gran Premio Cholet-Pays de Loire
- Route Adélie
- Tour de Vendée
- Copa de Francia
- París-Bourges

2022
- Gran Premio Cholet-Pays de Loire
- 3 etapas del Tour Poitou-Charentes en Nueva Aquitania

2023
- 1 etapa del Tour Poitou-Charentes en Nueva Aquitania

## Resultados en Grandes Vueltas y Campeonatos del Mundo
Durante su carrera deportiva consiguió los siguientes puestos en las Grandes Vueltas y en los Campeonatos del Mundo en carretera:
| Carrera         | Carrera         | 2014 | 2015 | 2016 | 2017 | 2018  | 2019  | 2020 | 2021 | 2022 | 2023 | 2024 |
| --------------- | --------------- | ---- | ---- | ---- | ---- | ----- | ----- | ---- | ---- | ---- | ---- | ---- |
|                 | Giro de Italia  | —    | —    | Ab.  | —    | —     | —     | —    | —    | —    | —    | —    |
|                 | Tour de Francia | —    | —    | —    | —    | —     | —     | —    | —    | —    | —    | —    |
|                 | Vuelta a España | —    | —    | —    | —    | 131.º | 139.º | —    | —    | —    | —    | —    |
| Mundial en Ruta | Mundial en Ruta | —    | —    | Ab.  | —    | —     | —     | —    | —    | —    | —    | —    |

—: no participa
Ab.: abandono